# Shōto Suzuki
Shōto Suzuki (japanisch 鈴木 翔登 Suzuki Shōto; * 16. Oktober 1992 in der Präfektur Saitama) ist ein ehemaliger japanischer Fußballspieler.

## Karriere
Suzuki erlernte das Fußballspielen in der Schulmannschaft der Ryutsu Keizai University Kashiwa High School und der Universitätsmannschaft der Ryūtsū-Keizai-Universität. Seinen ersten Vertrag unterschrieb er 2015 bei Roasso Kumamoto. Der Verein, der in der Präfektur Kumamoto beheimatet ist, spielte in der zweiten japanischen Liga, der J2 League. 2017 wurde er an den Drittligisten Giravanz Kitakyushu ausgeliehen. Für den Verein absolvierte er sechs Drittligaspiele. 2018 kehrte er zu Roasso Kumamoto zurück. Am Ende der Saison 2018 stieg der Verein in die dritte Liga ab. Nach insgesamt 47 Spielen für Roasso wechselte er im Januar 2021 zum ebenfalls in der dritten Liga spielenden Kataller Toyama nach Toyama. Für Toyama absolvierte er zwei Drittligaspiele. Im Januar 2022 verpflichtete ihn der ebenfalls in der dritten Liga spielende Fukushima United FC. Für den Verein aus Fukushima kam er nicht zum Einsatz. Von Juli 2022 bis Januar 2023 pausierte er. Der Criacao Shinjuku, ein Viertligist aus Shinjuku, nahm in zu Beginn der Saison 2023 unter Vertrag.